# Bariumchlorid
Bariumchlorid ist eine anorganische chemische Verbindung und das Bariumsalz der Salzsäure. Es bildet ein farbloses, geruchloses, bitter-salzig schmeckendes, kristallines Pulver und ist giftig. Häufig liegt Bariumchlorid als Dihydrat (BaCl2 · 2 H2O) vor. Verwendet wird Bariumchlorid als Indikator, zum Härten von Stahl, in der Pyrotechnik sowie zur Herstellung von Bariumsulfat und Bariumchromat.

## Gewinnung und Darstellung
Bariumchlorid lässt sich nach allen Salzbildungsreaktionen darstellen:
{\displaystyle \mathrm {Ba+Cl_{2}\longrightarrow BaCl_{2}} }
Barium reagiert mit Chlor zu Bariumchlorid.
{\displaystyle \mathrm {Ba(OH)_{2}+2\ HCl\longrightarrow BaCl_{2}+2\ H_{2}O} }
Bariumhydroxid reagiert mit Salzsäure zu Bariumchlorid und Wasser.
{\displaystyle \mathrm {BaO+2\ HCl\longrightarrow BaCl_{2}+H_{2}O} }
Bariumoxid reagiert mit Salzsäure zu Bariumchlorid und Wasser.
Kommerziell wird Bariumchlorid durch Reaktion von Bariumsulfid mit Salzsäure unter Bildung von Schwefelwasserstoff synthetisiert:
{\displaystyle \mathrm {BaS+2\ HCl\longrightarrow BaCl_{2}+H_{2}S\uparrow } }
Auch durch Reaktion von Bariumcarbonat mit Salzsäure entsteht Bariumchlorid bei gleichzeitiger Bildung von Wasser und Kohlenstoffdioxid:
{\displaystyle \mathrm {BaCO_{3}+2\ HCl\longrightarrow BaCl_{2}+H_{2}O+CO_{2}\uparrow } }

## Eigenschaften

### Physikalische Eigenschaften
Bariumchlorid ist ein farbloses, geruchloses, bitter-salzig schmeckendes, kristallines Pulver mit einem Schmelzpunkt von 963 °C. Die Schmelze siedet bei 1560 °C. Bariumchlorid weist wie Barium und alle seine Salze eine grüne Flammenfärbung auf, es ist gut in Wasser löslich und wie alle löslichen Bariumverbindungen giftig.
Bariumchlorid kommt meist in Verbindung mit zwei Molekülen Kristallwasser als Bariumchloriddihydrat vor, welches dem wasserfreien Stoff sehr ähnelt. Wasserfreies Bariumchlorid erhält man, wenn man Bariumchloriddihydrat das Wasser durch Wärme entzieht (Dehydratisierung).
Wasserfreies Bariumchlorid kristallisiert orthorhombisch, Raumgruppe Pnma (Raumgruppen-Nr. 62), mit den Gitterparametern a = 7,865 Å, b = 4,731 Å und c = 9,421. Das Dihydrat kristallisiert monoklin, Raumgruppe P21/n (Nr. 14, Stellung 2), mit den Gitterparametern a = 6,722 Å, b = 10,91 Å, c = 7,132 Å und β = 91,10°.

### Chemische Eigenschaften
Reaktion mit Sulfat-Ionen:
{\displaystyle \mathrm {MgSO_{4}+BaCl_{2}\longrightarrow BaSO_{4}\downarrow +MgCl_{2}} }
Magnesiumsulfat reagiert mit Bariumchlorid zu Bariumsulfat und Magnesiumchlorid.
Reaktion mit Kaliumchromat:
{\displaystyle \mathrm {BaCl_{2}+K_{2}CrO_{4}\longrightarrow BaCrO_{4}\downarrow +2\ KCl} }
Bariumchlorid reagiert mit Kaliumchromat zu Bariumchromat und Kaliumchlorid.

## Verwendung
Bariumchlorid wird als Indikator für Sulfat-Ionen angewandt, da bei der Reaktion mit Sulfat-Ionen (siehe Reaktionen) Bariumsulfat als weißer Feststoff ausfällt. Diese Fällungsreaktion kann auch zur Reinigung von Natriumchlorid von Sulfaten eingesetzt werden.
Außerdem wird Bariumchlorid zum Härten von Stahl, in der Pyrotechnik aufgrund seiner grünen Flammenfärbung und zur Herstellung der Farbstoffe Bariumsulfat (siehe Reaktionen) und Bariumchromat (siehe Reaktionen) benutzt.
Die Rote Armee benutzte während des Zweiten Weltkriegs grünlich leuchtende Bariumchlorid-Leuchtspurgeschosse, um dem Schützen das Zielen zu erleichtern, während die Wehrmacht gelblich leuchtende Phosphor-Geschosse verwendete. Diese Geschosse wurden in den LMGs und MGs der Panzer eingesetzt. Auch halfen diese Geschosse anderen Soldaten, da sie sahen, wohin der Schütze zielte.

## Toxizität
Bariumchlorid ist schwach wassergefährdend. Bariumchlorid ist giftig beim Einatmen und Verschlucken. Bei Unfall oder Unwohlsein auf Grund dieses Stoffes ist sofort ein Arzt hinzuzuziehen. Bariumchlorid ist unter Verschluss und für Kinder unzugänglich aufzubewahren. Früher wurde Bariumchlorid als Rattengift eingesetzt.
Barium inaktiviert die passiven Kaliumkanäle in der Membran der Muskelzellen. Kalium kann so die Muskelzellen nicht mehr verlassen. Da die Natrium-Kalium-ATPase unvermindert Kalium in die Zellen pumpt, kommt es zum Abfall der Kalium-Spiegel im Blut. Die Symptome sind Hypermotilität des Magen-Darm-Traktes, Ausfall der Muskelreflexe (Areflexie), schlaffe Muskellähmung und Atemlähmung. Bei der Blutuntersuchung findet sich eine schwere Hypokaliämie.
Als Erste-Hilfe-Maßnahme ist die Einnahme von Natrium- bzw. Kaliumsulfatlösung zu empfehlen, da Sulfationen die Bariumionen ausfällen und dabei unlösliches und somit ungiftiges Bariumsulfat bilden. Im Krankenhaus kann Barium durch Dialyse entfernt werden.